# Arrout
Arrout ist eine französische Gemeinde mit 92 Einwohnern (Stand 1. Januar 2022) im Département Ariège in der Region Okzitanien. Sie gehört zum Arrondissement Saint-Girons und zum Kanton Couserans Ouest.
Nachbargemeinden sind Balaguères im Norden, Cescau im Osten, Audressein im Süden und Argein im Westen.

## Bevölkerungsentwicklung

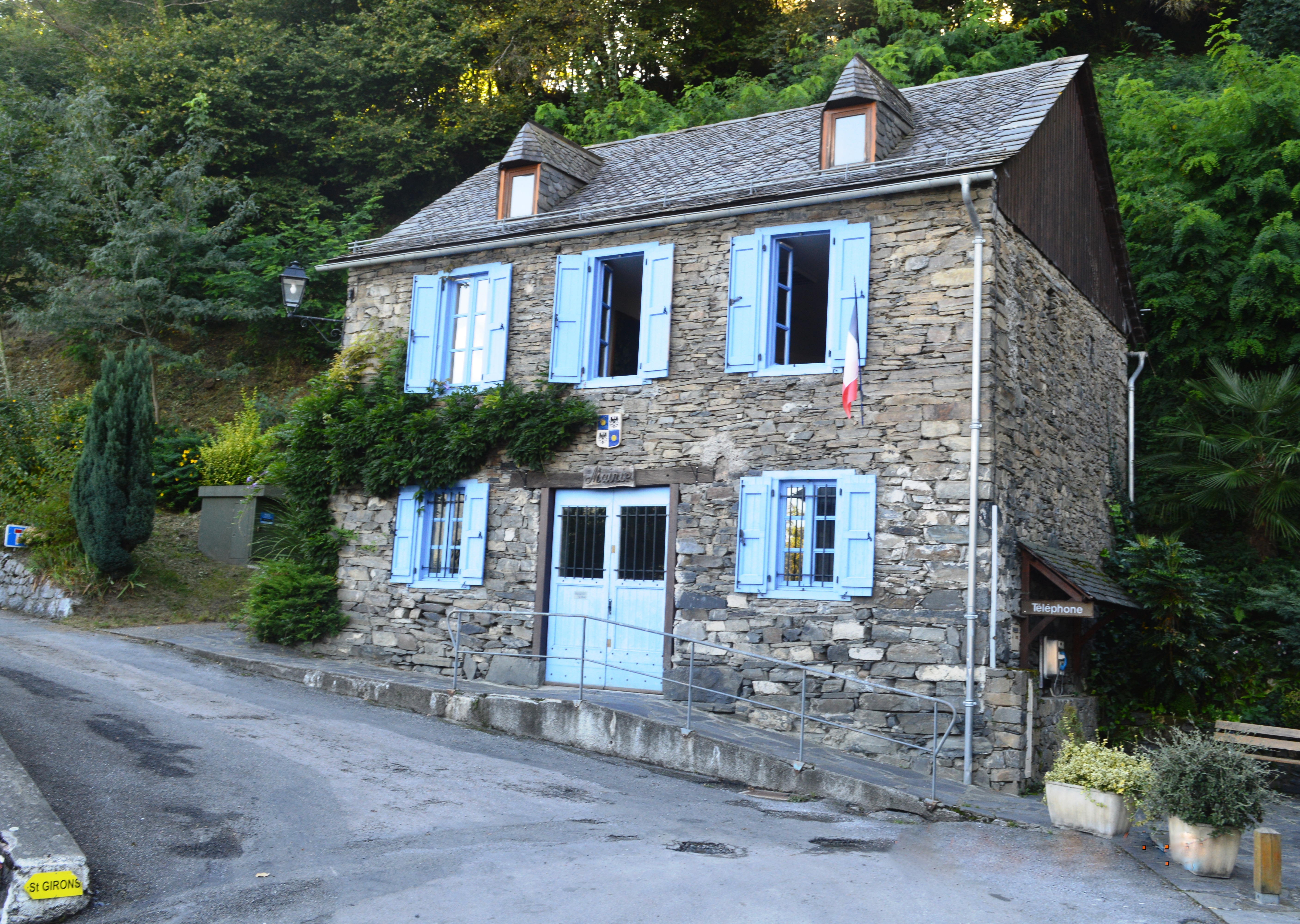
Die Mairie von Arrout

| Jahr      | 1962 | 1968 | 1975 | 1982 | 1990 | 1999 | 2008 | 2015 |
| --------- | ---- | ---- | ---- | ---- | ---- | ---- | ---- | ---- |
| Einwohner | 68   | 52   | 44   | 47   | 64   | 60   | 69   | 81   |